# Station York
York is een spoorwegstation van National Rail aan de East Coast Main Line in York, York in Engeland. Het station is eigendom van Network Rail en wordt beheerd door London North Eastern Railway. Het station is Grade II* listed.

## Afbeeldingen

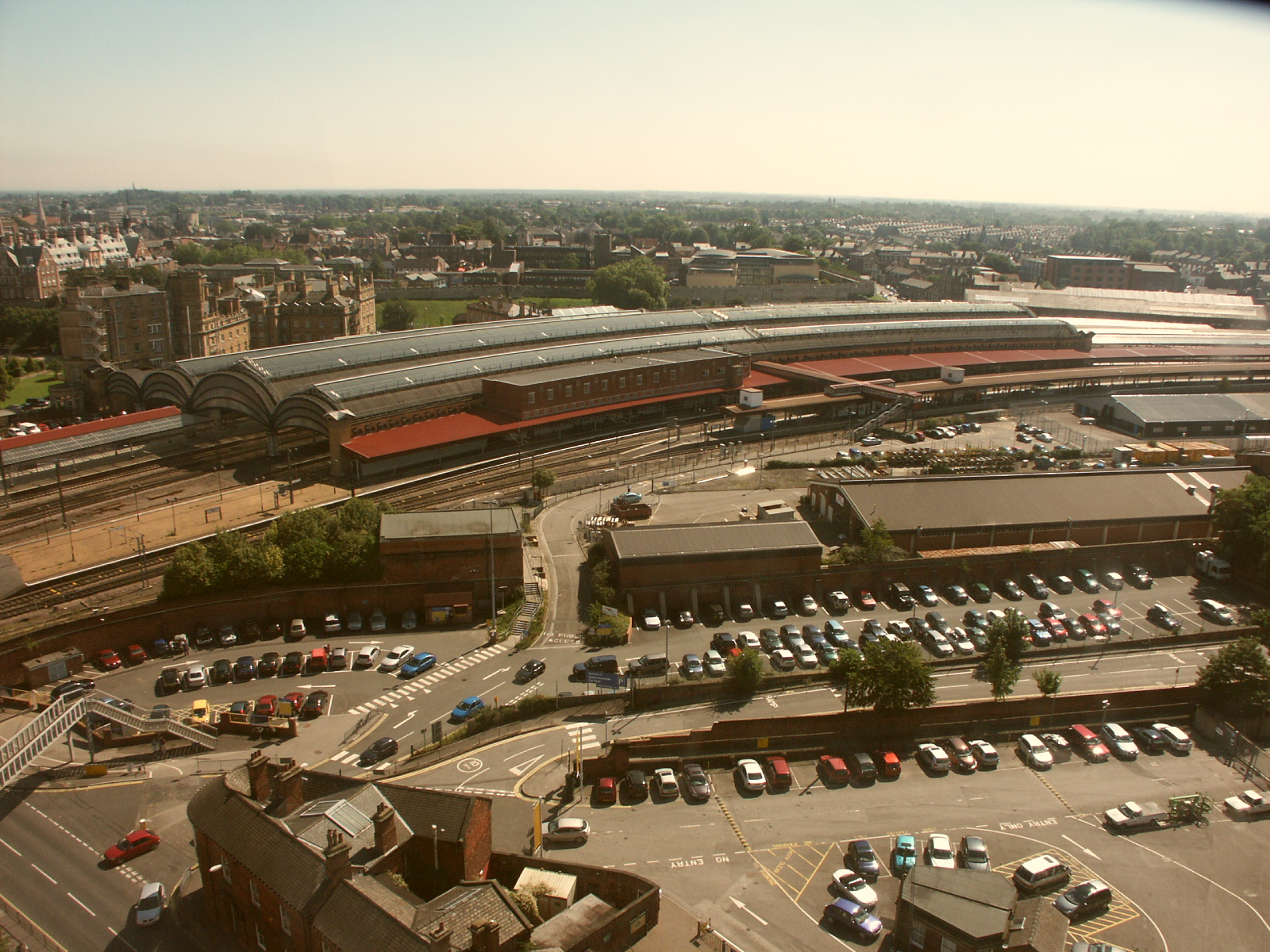
Station York
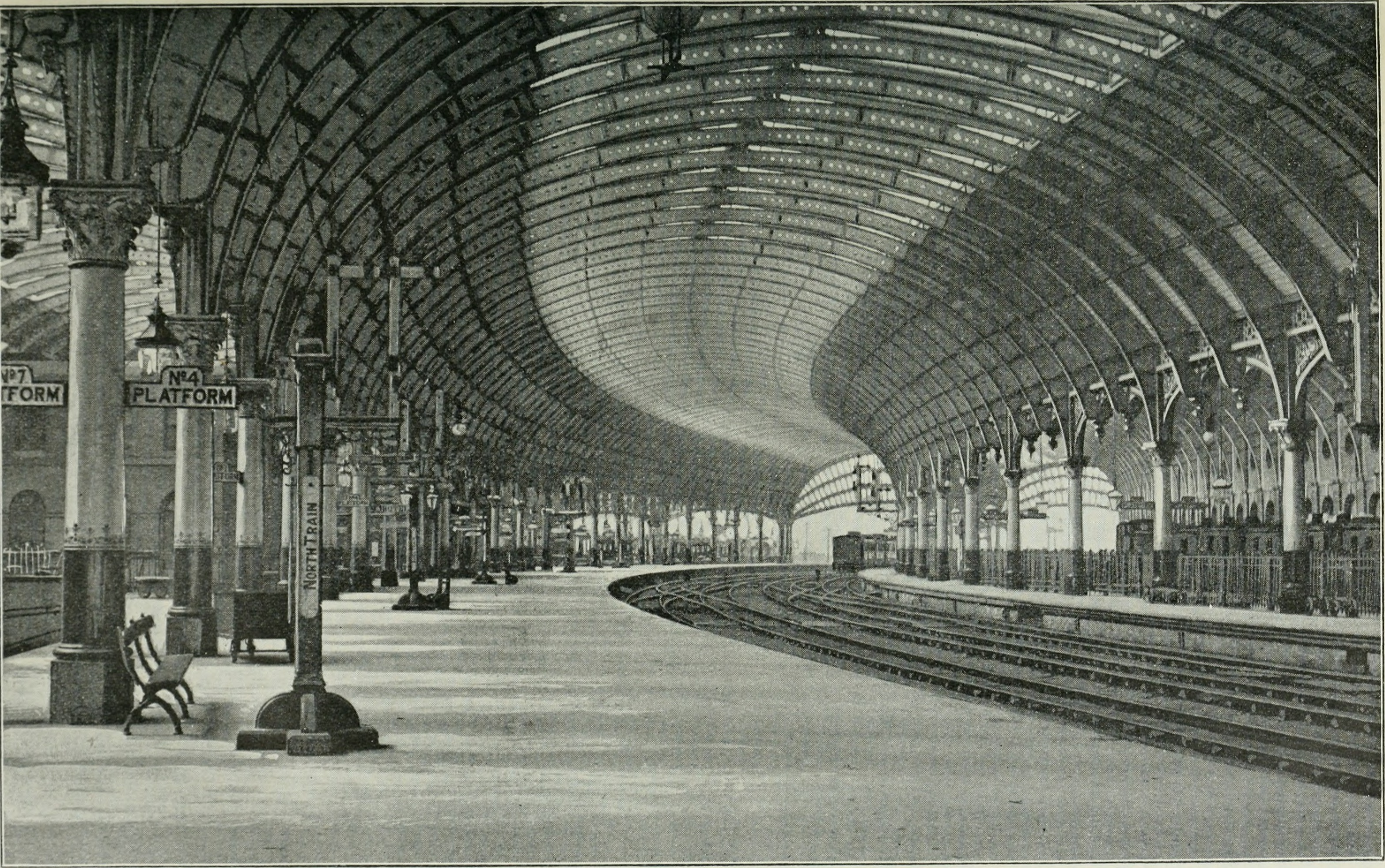
Stationshal, 1913
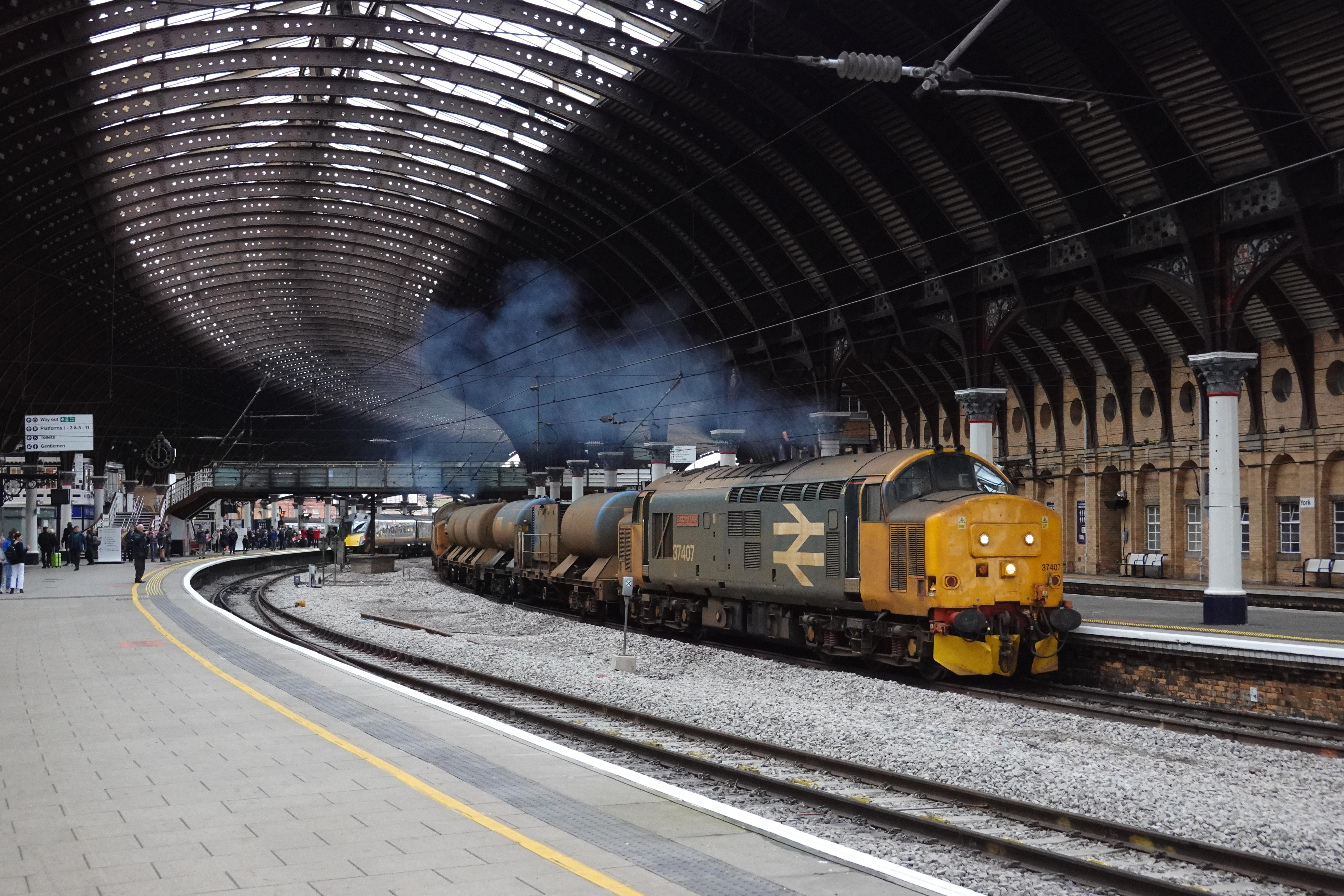
Stationshal, 2023